# Malinowo (powiat de Siemiatycze)
Pour les articles homonymes, voir Malinowo.
Malinowo est un village de Pologne, situé dans la gmina de Dziadkowice, dans le powiat de Siemiatycze, dans la voïvodie de Podlachie à l'est de la Pologne.